# Twee choros (bis)
Twee choros (bis) is een compositie van Heitor Villa-Lobos.
Toen hij zijn choroscyclus bijna had voltooid schreef de componist er een inleiding bij, Introductie tot de choros en als overtuigd van zichzelf een encore; de encore was de afsluiting en heet Twee choros (bis).Het was de bedoeling deze encore te spelen aan het slot, als de gehele cyclus had geklonken, maar daar kwam niets van terecht, want choros nr. 13 en choros nr. 14 bleven in Parijs achter en verdwenen geheel uit het zicht. De muziek brengt nadat de choros steeds grootsere en groteskere vormen aannam het publiek terug naar de basis, kamermuziek in dit geval gespeeld door viool en cello. Het werkje bestaat uit twee delen:
- Moderé
- Lent – moins – lent.

De eerste uitvoering vond plaats in Parijs.

## Discografie
- Uitgave BIS Records: leden van het São Paulo Symfonie Orkest.